# Новаківська сільська рада (Володимирецький район)
Новакі́вська сільська́ ра́да — колишній орган місцевого самоврядування в Володимирецькому районі Рівненської області. Адміністративний центр — село Новаки.

## Загальні відомості
- Новаківська сільська рада утворена в 1940 році.
- Територія ради: 20,284 км²
- Населення ради: 623 особи (станом на 2001 рік)

## Населені пункти
Сільській раді підпорядковані населені пункти:
- с. Новаки

## Склад ради
Рада складається з 12 депутатів та голови.
- Голова ради: Христянович Олексій Миколайович
- Секретар ради: Олещук Ольга Григорівна

### Керівний склад попередніх скликань
| ПІБ                             | Основні відомості                                                                     | Дата обрання | Дата звільнення |
| ------------------------------- | ------------------------------------------------------------------------------------- | ------------ | --------------- |
| Юсин Сергій Зіновійович         | Сільський голова, 1965 року народження, член Української Народної Партії              | 26.03.2006   | 31.10.2010      |
| Юсин Анатолій Андрійович        | Сільський голова, 1967 року народження, освіта середня спеціальна, безпартійний       | 31.10.2010   | 06.11.2015      |
| Христянович Олексій Миколайович | Сільський голова, 1988 року народження, освіта вища, член Української Народної Партії | 25.10.2015   |                 |

Примітка: таблиця складена за даними сайту Верховної Ради України